# 第2軍団アディウトリクス
第2軍団アディウトリクス(Legion II Adiutrix)は、ローマ軍団の一つ。西暦70年にウェスパシアヌスによって編成、もともとはラウェンナの軍港のローマ海軍として構成された。軍団の記録は長く、4世紀初頭までライン川国境に配属されていたのが分かっている。軍団の紋章はカプリコーンとペーガソス。
軍団の最初の任務は属州ゲルマニア・インフェリオルにおいて、バタヴィア人の反乱が激化した時であった。反乱を鎮圧した後、軍団はクィントゥス・ペティリウス・ケリアリスに率いられてブリテン島へ移動、どうちにてヴェンティウスの反乱鎮圧に従事する。翌年まで軍団はブリテン島に滞在し、スコットランドとウェールズの反乱の鎮圧、おそらくはチェスターを拠点に活動する。
87年には軍団は招集され、ドミティアヌスのダキア戦争に参加。94年から95年にかけてまだダキアに滞在していたが、その頃は後のローマ皇帝となるハドリアヌスが第2軍団アディウトリクスのトリブヌス・ミリトゥムとして任務に従事していた。
106年の夏季には軍団はダキア人の拠点サルミゼゲトゥサを包囲。101年から106年にかけてのトラヤヌスのダキア戦争の後には軍団はアクィンクム（現ブダペスト）を拠点に活動していたものと推測されるが、それにもかかわらず：
- 162年から166年にかけてルキウス・ウェルスによるパルティアに対する戦役。
- 171年から173年はマルクス・アウレリウスによるマルコマンニ族及びクァディ族に対する戦役。
- 179年から180年は同じくマルクス・アウレリウスによるクァディ族に対する戦役（軍団指揮はマルクス・ウァレリス・マクシミアヌスと石板に刻まれている）
- 193年（五皇帝の年）には軍団はセプティミウス・セウェルスを支持、帝位獲得に助力。
- 213年はカラカラのアレマンニ族への戦役。
- 238年にはゴルディアヌスによるサーサーン朝ペルシア戦役。

と多岐に渡っている。